# Jeff Bridges
Jeffrey Leon "Jeff" Bridges (sinh ngày 4 tháng 12 năm 1949) là một diễn viên, ca sĩ và nhà sản xuất phim người Mỹ. Ông xuất thân từ một gia đình diễn xuất nổi tiếng, và ông xuất hiện trong bộ phim truyền hình Sea Hunt (1958-60) với cha ông Lloyd Bridges và em trai ông Beau Bridges. Ông từng đoạt một Giải Oscar cho nam diễn viên chính xuất sắc nhất cho vai diễn của ông Otis "Bad" Blake trong bộ phim năm 2009 Crazy Heart, đồng thời kiếm được nhiều đề cử giải Oscar cho các vai diễn của ông trong The Last Picture Show (1971), Thunderbolt and Lightfoot (1974), Starman, The Contender (2000), True Grit và Không lùi bước. Những bộ phim khác của ông bao gồm Tron (1982), Jagged Edge (1985), The Fabulous Baker Boys (1989), The Fisher King (1991), Fearless (1993), The Big Lebowski (1998), Seabiscuit (2003), Người Sắt 1 (2008), Tron: Legacy (2010) và The Giver (2014).